# Dobsonia emersa
Il pipistrello della frutta dal dorso nudo di Biak (Dobsonia emersa Bergmans & Sarbini, 1985) è un pipistrello appartenente alla famiglia degli Pteropodidi, endemico di alcune isole vicino alla Nuova Guinea.

## Descrizione

### Dimensioni
Pipistrello di medie dimensioni, con la lunghezza della testa e del corpo tra 158 e 170 mm, la lunghezza dell'avambraccio tra 112,4 e 119,4 mm, la lunghezza della coda tra 24 e 27 mm, la lunghezza della tibia tra 53 e 55,1 mm, la lunghezza delle orecchie tra 25,3 e 28,1 mm e un peso fino a 218 g

### Aspetto
La pelliccia è corta. Il colore generale del corpo è bruno-grigiastro, con dei riflessi arancioni dorati nella parte centrale dell'addome. Il muso è relativamente corto e largo, le narici sono leggermente tubulari, gli occhi sono grandi. Le orecchie sono lunghe e appuntite. Le membrane alari sono marroni scure e attaccate lungo la spina dorsale, dando l'impressione di una schiena priva di peli. Gli artigli sono semi-trasparenti e giallo-brunastri. La coda è ben sviluppata, mentre l'uropatagio è ridotto ad una sottile membrana che si estende lungo la parte interna degli arti inferiori. Gli individui dell'Isola di Numfor potrebbero appartenere ad una sottospecie ancora non descritta.

## Biologia

### Comportamento
Si rifugia in gruppi all'interno di grotte. Sembra sia tollerante alla presenza umana.

### Alimentazione
Si nutre di frutti, tra i quali quelli di Oxalis bilimbing.

### Riproduzione
Esemplari giovani sono stati osservati sull'isola di Numfor durante il mese di settembre.

## Distribuzione e habitat
Questa specie è diffusa nelle Isole Schouten: Biak-Supiori, Numfor, Ineki e Owi.
Vive nelle foreste primarie e secondarie fino a 30 metri di altitudine.

## Conservazione
La IUCN Red List, considerato l'areale limitato e il rischio che la deforestazione e la caccia si intensifichino improvvisamente, classifica D. emersa come specie vulnerabile (VU).